# 马里安·坎杜斯
马里安·坎杜斯（1932年9月23日—2024年11月21日），斯洛文尼亚男子篮球运动员。他曾代表南斯拉夫国家队参加1960年夏季奥林匹克运动会篮球比赛，获得第六名。